# Phaedrotettix angustipennis
Phaedrotettix angustipennis är en insektsart som beskrevs av Scudder, S.H. 1897. Phaedrotettix angustipennis ingår i släktet Phaedrotettix och familjen gräshoppor. Inga underarter finns listade i Catalogue of Life.